# Kuppelur, Ranibennur
Kuppelur là một làng thuộc tehsil Ranibennur, huyện Haveri, bang Karnataka, Ấn Độ.